# Nephrocerus nevskajae
Nephrocerus nevskajae är en tvåvingeart som beskrevs av Sergei Churkin 1991. Nephrocerus nevskajae ingår i släktet Nephrocerus och familjen ögonflugor. Inga underarter finns listade i Catalogue of Life.